# Gabrovec pri Kostrivnici
Gabrovec pri Kostrivnici je naselje v Občini Rogaška Slatina.